# チームスピリット
株式会社チームスピリット（英: TeamSpirit Inc.）は、日本のインターネットサービス企業。
2018年、東京証券取引所マザーズに上場した。

## 概要
法人向けに、勤怠管理・工数管理・経費精算などを一体化し効率化するためのSaaS型クラウドサービスを開発、運営する事業を手がける。
主にテレワーク対応の働き方改革プラットフォームとして販売促進している。